# Kylie Bunbury
Kylie Bunbury (Hamilton, Ontario; 30 de enero de 1989) es una actriz y modelo canadiense-estadounidense. Es conocida por su papel de Lacey Porter en la serie de Freeform Twisted y Ginny Baker en la serie de FOX Pitch. También interpretó a Jordan Lundley en la película Prom y Roxanne en la película The Sitter.

## Primeros años
Bunbury nació en Canadá de madre estadounidense con ascendencia polaca y sueca, Kristi Novak, y padre guyanés-canadiense, Alex Bunbury, que fue futbolista. Pasó su infancia en Inglaterra durante dos años, y siete años en la isla de Madeira, Portugal, posteriormente vivió en Prior Lake, Minnesota. Tiene dos hermanos menores, Teal, que también es futbolista y Logan.

## Carrera
Kylie Bunbury comenzó a trabajar como modelo, pero su agencia le sugirió que probara la actuación. Consiguió su primer papel como Kathleen en un episodio de Days of Our Lives. También tuvo papeles en Prom y The Sitter. El 26 de febrero de 2015, se anunció que Bunbury interpretaría el papel de Eva en la serie de ciencia ficción de la cadena CBS Under the Dome. Bunbury protagonizó la serie dramática Pitch, de la cadena Fox, donde interpretaba a la primera jugadora (ficticia) de las Major League Baseball. La serie fue cancelado después de una temporada el 1 de mayo de 2017.

## Vida personal
Bunbury se comprometió con Jon-Ryan Alan Riggins en abril de 2018. Se casaron el 1 de enero de 2020. En junio de 2021 anunciaron que estaban esperando su primer hijo. Su hijo, Rumi Walker Riggins, nació el 6 de diciembre de 2021.

## Filmografía
| Cine       | Cine                                | Cine                              | Cine                                         |
| Año        | Título                              | Rol                               | Notas                                        |
| ---------- | ----------------------------------- | --------------------------------- | -------------------------------------------- |
| 2011       | Prom                                | Jordan Lundley                    |                                              |
| 2011       | The Sitter                          | Roxanne                           |                                              |
| 2014       | No Kid-ing!                         | Lauren                            | Cortometraje                                 |
| 2018       | Noche de juegos                     | Desconocido                       | Posproducción                                |
| Televisión |                                     |                                   |                                              |
| Año        | Título                              | Rol                               | Notas                                        |
| 2010       | Days of Our Lives                   | Kathleen                          | 1 episodio                                   |
| 2013–2014  | Twisted                             | Lacey Porter                      | 19 episodios                                 |
| 2015       | Under the Dome                      | Eva Sinclair/Down                 | 13 episodios                                 |
| 2015       | Tut                                 | Suhad                             | 3 episodios; miniserie                       |
| 2016       | Pitch                               | Genevieve "Ginny" Baker           | Elenco principal, 10 episodios               |
| 2017       | Law and Order: Special Victims Unit | Detective Devin Holiday           | Episodio: "Chasing Demons"                   |
| 2018       | Get Christie Love                   | Christie Love                     |                                              |
| 2018       | Robot Chicken                       | Helga Pataki / Oscar's Mom / Girl | Episodio: "Jew No. 1 Opens a Treasure Chest" |
| 2019       | When they see us                    | Angie Richardson                  | Serie emitida por Netflix                    |

2018 Big Sky